# Маккартни, Джон (1870)
Джон Макка́ртни (англ. John McCartney) — шотландский футболист, хавбек английского «Ливерпуля» конца XIX века.

## Карьера
Родился в шотландском городке Дарвел (ныне — в графстве Ист-Эршир).
Джон Маккена пригласил Маккартни в клуб в октябре 1892 года, и в только что созданном мерсисайдском клубе хавбек стал одним из 13 шотландцев. Он дебютировал 15 октября в матче против «Нантвич Таун» в Кубке Англии, но в том сезоне не провёл ни одного матча в Ланкаширской лиге.
В следующем сезоне он сыграл в 17 матчах в турнире Второго дивизиона, забив один мяч в ворота «Вулвич Арсенал» (позднее эта команда стала называться просто «Арсенал») в матче, закончившемся победой «Ливерпуля» со счётом 5:0. Свои выступления за клуб Джон продолжал до 1898 года. Всего на его счету 168 матчей и 6 голов.
После ухода из «Ливерпуля» Маккартни перешёл в «Нью Брайтон Тауэр», где, предположительно, и закончил карьеру.

## Достижения
- Чемпион Второго дивизиона (1896)